# Erna Flegel
Erna Flegel (Kiel, 11 juillet 1911 – Mölln, 16 février 2006) est une infirmière allemande.
Elle servit Adolf Hitler de janvier 1943 jusqu'à la fin de la Seconde Guerre mondiale. Elle était l'un des derniers occupants du Führerbunker ; il est probable qu'elle y était quand Hitler se suicida.

## Biographie
Erna Flegel était à l'origine l'une des infirmières travaillant sous les ordres de l'un des médecins de Hitler, Werner Haase, à l'Université Humboldt de Berlin ; elle fut ensuite transférée par la Croix-Rouge à la chancellerie du Reich (Reichskanzlei) vers la fin de la guerre.
Pendant son séjour au Führerbunker, elle devint l'amie de Magda Goebbels ; elle servit parfois de baby-sitter des enfants Goebbels jusqu'à leur mort.
Pendant l'occupation soviétique de Berlin, des hommes de troupe lui dirent de rester dans le bunker, plus sûr qu'ailleurs. Elle fut plus tard interrogée par les Américains.
En 1977, on déclassifie des documents de la guerre, dont celui contenant le texte de son interrogatoire. Les médias vinrent l'interroger peu après dans sa résidence, une maison de retraite en Allemagne.
Dans le film sur les derniers jours de Hitler, La Chute, son personnage est interprété par l'actrice Liza Boyarskaya.